# 四個轆.日本周圍Look
《四個轆.日本周圍Look》是香港有線電視服務有限公司拍攝製作的旅遊節目，為《四個轆》系列的其中一個節目。由陳啟泰，張潔茵主持。

## 播出時間
於2010年在有線電視娛樂台播出。

## 節目內容
三位主持去到日本，租用了一輛車子，穿越市郊山路。

## 外部連結
- （繁體中文）http://ent.i-cable.com/cen/program/programlist.php（页面存档备份，存于） @有線寬頻i-Cable